# CSyD La Florida
Club Social y Deportivo La Florida – argentyński klub piłkarski z siedzibą w La Florida leżącym w departamencie Leales w prowincji Tucumán

## Osiągnięcia
- Mistrz regionalnej ligi Liga Tucumana de Fútbol: 2002
- Mistrz czwartej ligi argentyńskiej (Torneo Argentino B): 2002/2003

## Historia
Klub założony został 17 grudnia 1917 roku i gra obecnie w trzeciej lidze argentyńskiej Torneo Argentino A.